# The Last of Us (serie televisiva)
The Last of Us è una serie televisiva statunitense ideata da Craig Mazin e Neil Druckmann.
La serie, con protagonisti Pedro Pascal e Bella Ramsey, è l'adattamento televisivo dell'omonimo videogioco del 2013 sviluppato dallo studio californiano Naughty Dog.
The Last of Us ha debuttato il 15 gennaio 2023, ricevendo ampi consensi dalla critica, che ne ha elogiato le interpretazioni, la sceneggiatura, la scenografia, la regia e la colonna sonora. La serie ha vinto numerosi premi, tra cui otto Primetime Emmy Awards su un totale di 24 candidature. La seconda stagione ha debuttato il 13 aprile 2025, mentre una terza stagione è in fase di sviluppo.

## Trama
2023: vent'anni dopo lo scoppio di una brutale pandemia da Cordyceps, un fungo che nella finzione narrativa trasforma gli esseri umani in mostri simili a zombi, il cinquantenne Joel, originario del Texas, un cinico contrabbandiere ormai privo di qualsiasi speranza verso l'umanità, è costretto in circostanze estreme a viaggiare attraverso gli Stati Uniti verso Salt Lake City insieme ad Ellie, una ragazzina di quattordici anni che non ha mai vissuto al di fuori della zona di quarantena a Boston. Ma quella che doveva essere all'inizio una semplice e veloce consegna, si tramuterà ben presto in un lungo e atroce viaggio che li segnerà e legherà per sempre.

## Episodi
| Stagione         | Episodi | Prima TV USA | Prima TV Italia |
| ---------------- | ------- | ------------ | --------------- |
| Prima stagione   | 9       | 2023         | 2023            |
| Seconda stagione | 7       | 2025         | 2025            |

## Personaggi e interpreti

### Principali
- Joel Miller (stagioni 1-2), interpretato da Pedro Pascal, doppiato da Lorenzo Scattorin.
Sopravvissuto che è tormentato dai traumi del suo passato. Joel ha l'incarico di contrabbandare una giovane ragazza fuori da una zona di quarantena attraverso gli Stati Uniti.
- Ellie Williams  (stagioni 1-2), interpretata da Bella Ramsey, doppiata da Arianna Vignoli.
Ragazza quattordicenne che mostra sprezzo e rabbia ma ha una necessità privata di affinità e senso di appartenenza. È immune all'infezione cerebrale da Cordyceps e potrebbe essere la chiave per creare una cura.
- Tommy Miller (stagione 2, guest star stagione 1), interpretato da Gabriel Luna, doppiato da Francesco Venditti.
Fratello minore di Joel ed ex Luce che gestisce la comunità di Jackson con sua moglie Maria, con la quale ha un figlio di nome Benjamin.
- Dina (stagione 2), interpretata da Isabela Merced, doppiata da Emanuela Ionica.
Migliore amica e interesse amoroso di Ellie.
- Jesse (stagione 2), interpretato da Young Mazino, doppiato da Manuel Meli.
Amico di Ellie ed ex fidanzato di Dina che risiede nella comunità di Jackson.

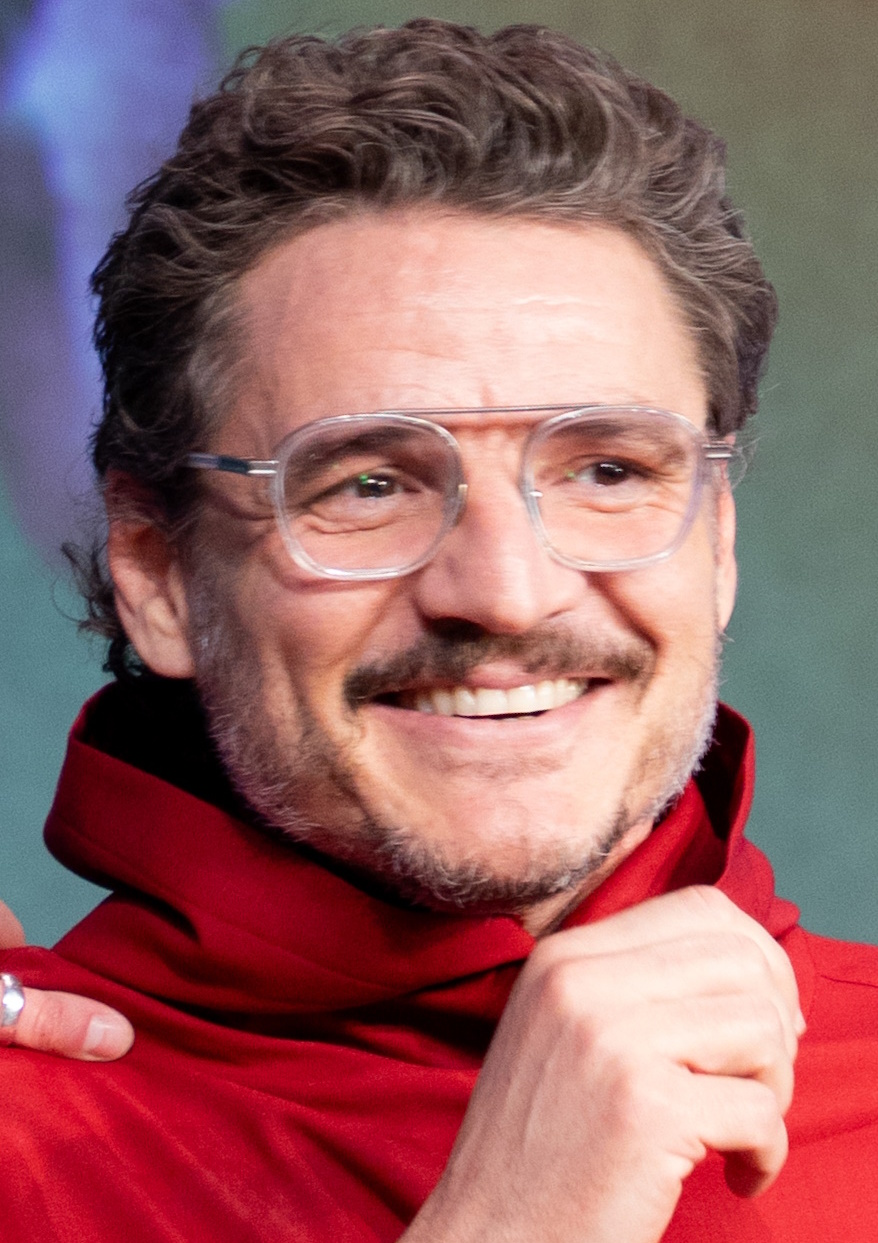
Pedro Pascal
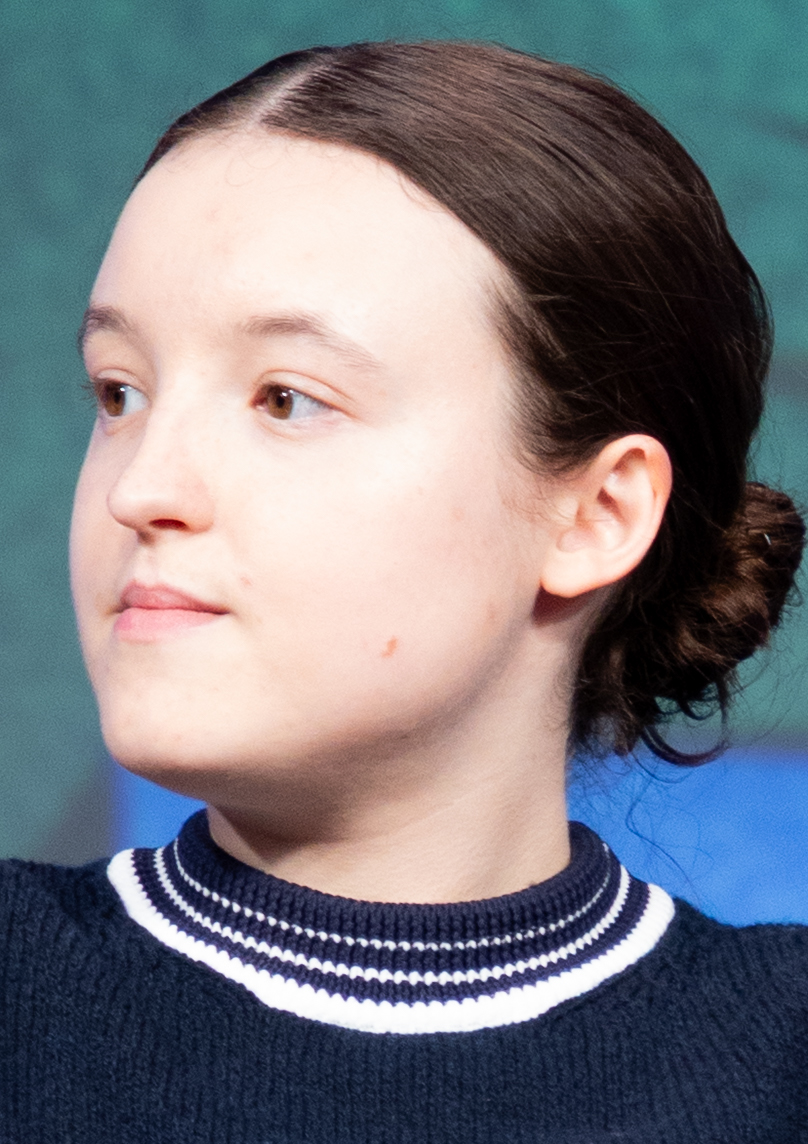
Bella Ramsey
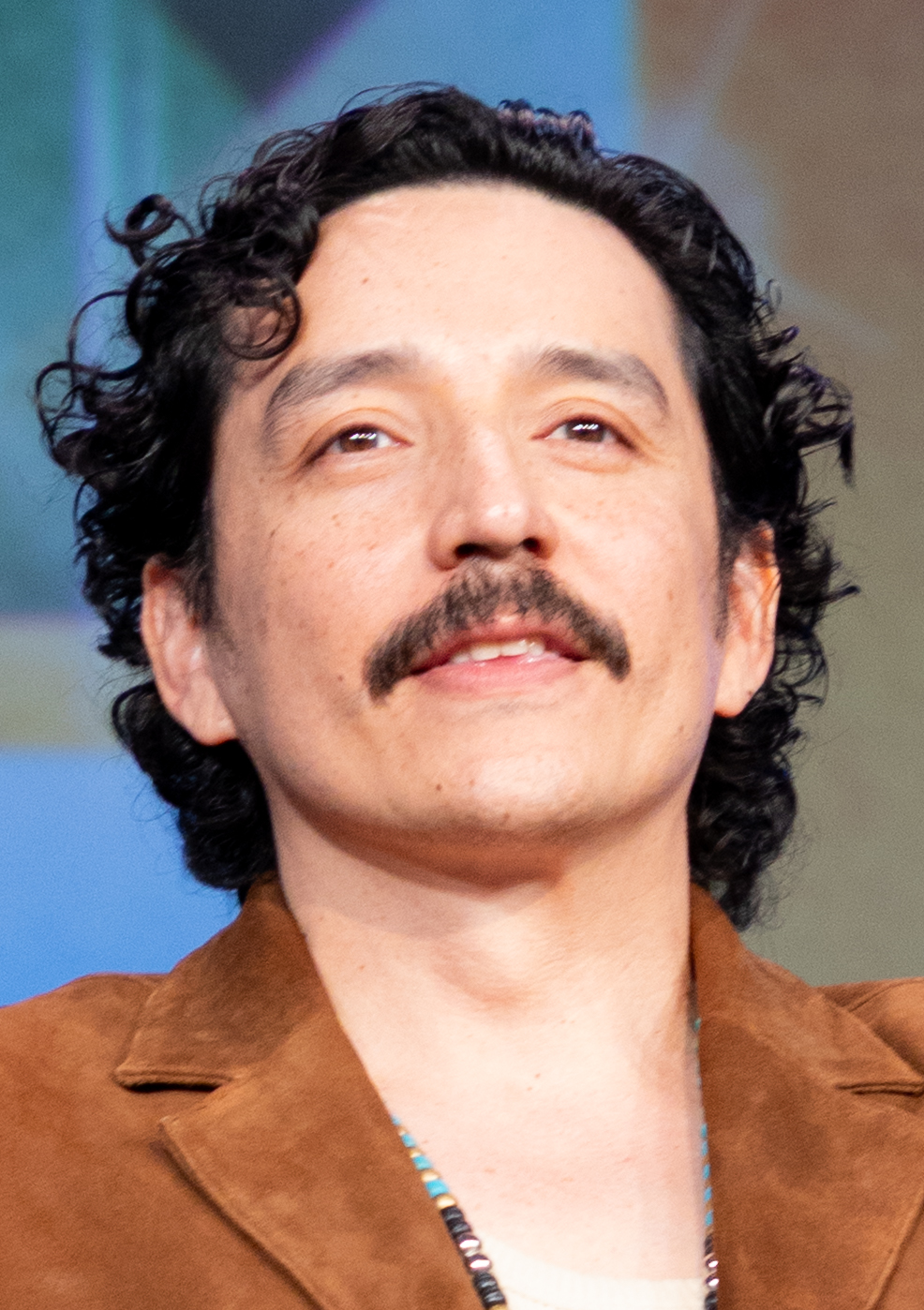
Gabriel Luna
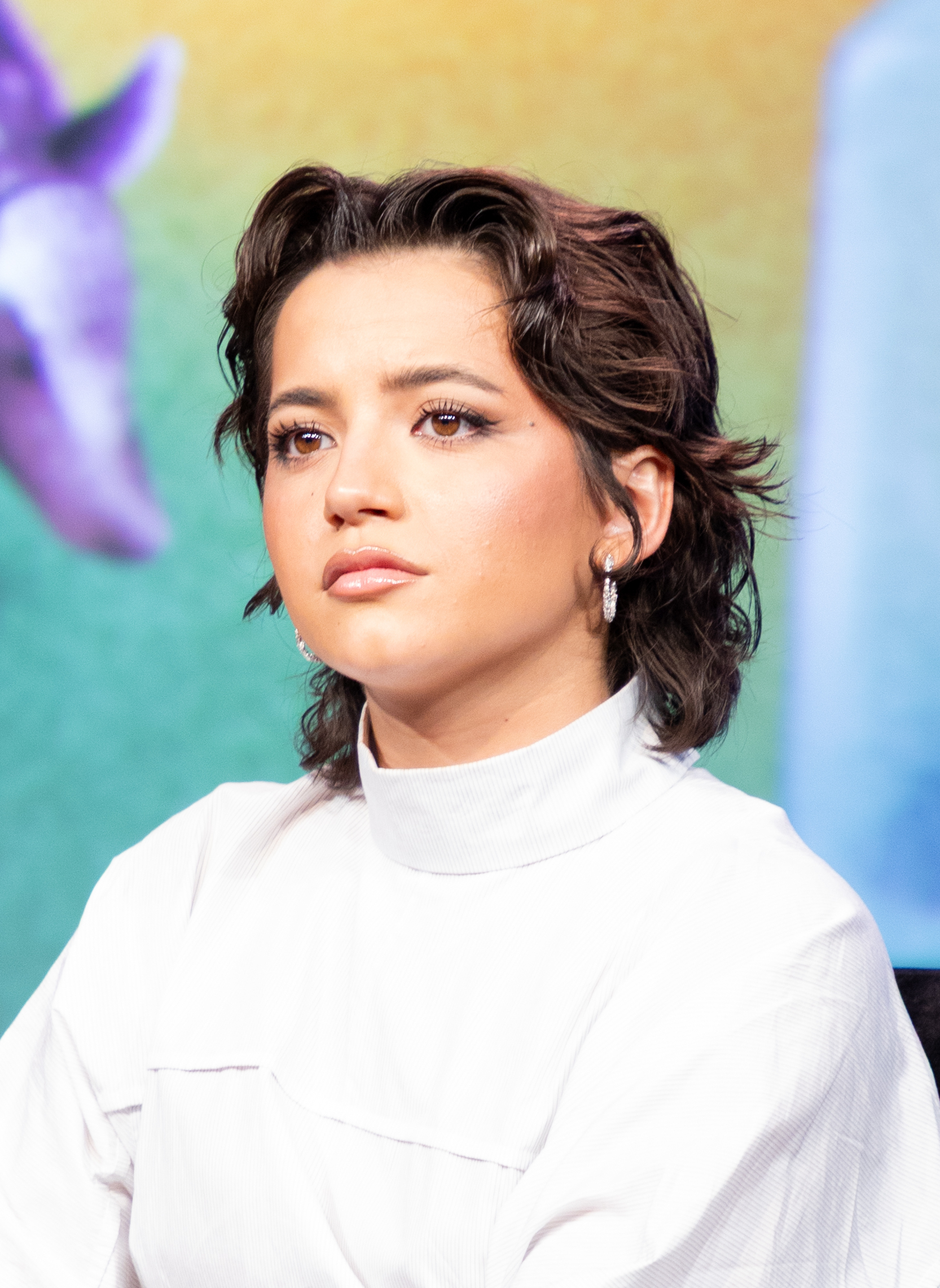
Isabela Merced
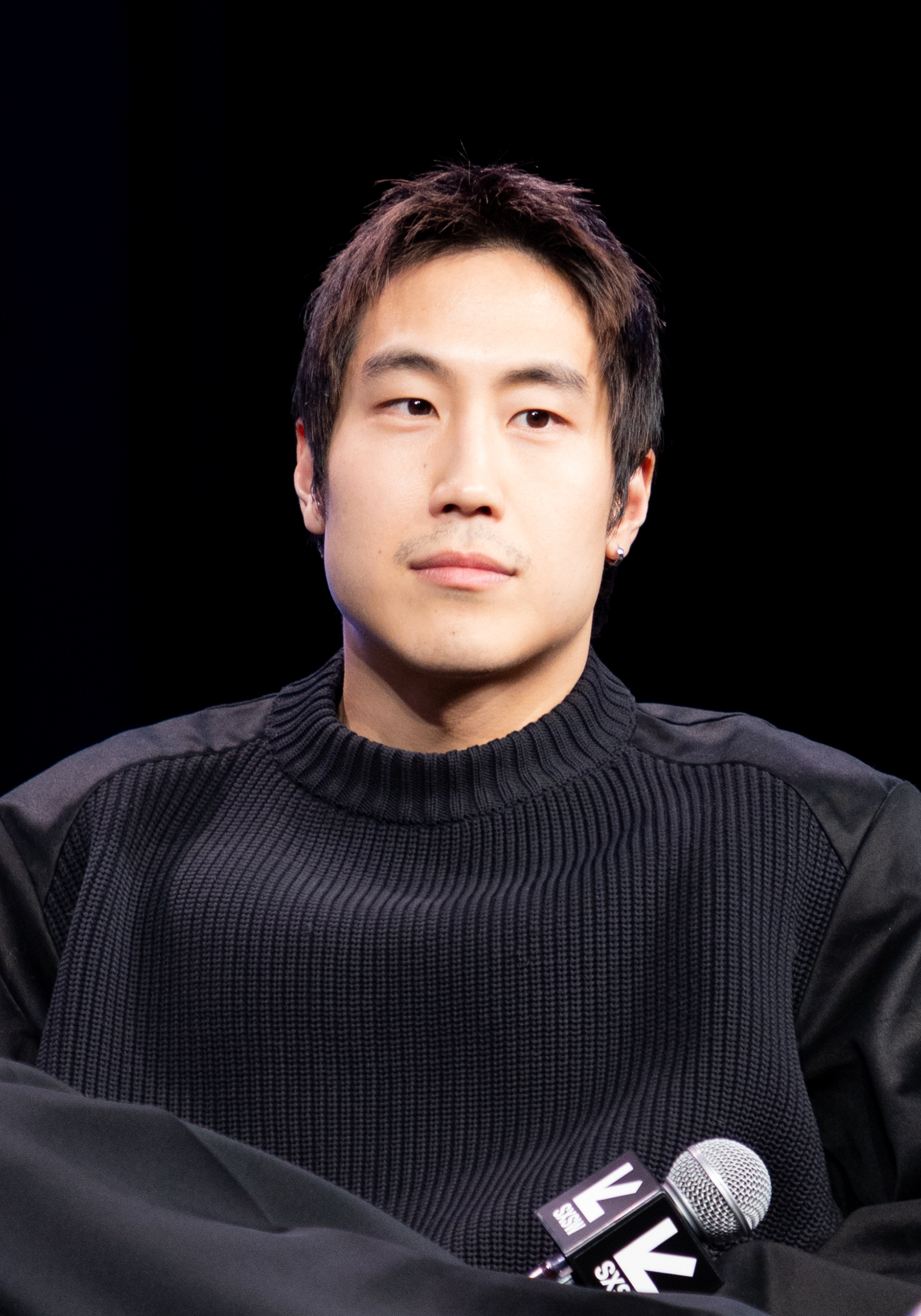
Young Mazino

### Ricorrenti
- Maria (stagioni 1-2), interpretata da Rutina Wesley, doppiata da Letizia Scifoni.
Moglie di Tommy e madre di Benjamin, co-leader dell'insediamento nella contea di Jackson.
- Abigail "Abby" Anderson (stagione 2), interpretata da Kaitlyn Dever, doppiata da Ludovica Bebi.
Soldatessa del Washington Liberation Front in cerca di vendetta per la morte del padre.
- Owen Moore (stagione 2), interpretato da Spencer Lord, doppiato da Alessandro Campaiola.
Ex fidanzato di Abby ed ex Luce, membro del WLF.
- Mel (stagione 2), interpretata da Ariela Barer, doppiata da Giulia Tarquini.
Medico chirurgo e fidanzata di Owen.
- Manny Alvarez (stagione 2), interpretato da Danny Ramirez, doppiato da Federico Viola.
Amico di Abby ed ex Luce.
- Seth (stagione 2), interpretato da Robert John Burke, doppiato da Dario Oppido.
Ex agente di polizia, omofobo barista e addetto alla mensa nel ristorante di Jackson.
- Isaac Dixon (stagione 2), interpretato da Jeffrey Wright, doppiato da Alberto Angrisano.
Ex sergente della FEDRA e leader del Washington Liberation Front, una milizia che ricerca la libertà mentre affronta una guerra contro un nemico pieno di risorse.

### Guest star

#### Stagione 1
- Sarah Miller, interpretata da Nico Parker, doppiata da Chiara Fabiano.
Figlia quattordicenne di Joel.
- Dott. Newman, interpretato da John Hannah, doppiato da Mauro Gravina.
Epidemiologo che divulga un avvertimento sulla minaccia dei funghi durante un talk show nel 1968.
- Marlene, interpretata da Merle Dandridge, doppiata da Stefania De Peppe.
Capo delle Luci, un movimento di resistenza che spera di ottenere la libertà dai militari.
- Dott. Schoenheist, interpretato da Christopher Heyerdahl, doppiato da Stefano Oppedisano.
Epidemiologo nel talk show del 1968 scettico sulla raccomandazione di Newman.
- Robert, interpretato da Brendan Fletcher, doppiato da Stefano Crescentini.
Delinquente e commerciante di armi del mercato nero nella zona di quarantena di Boston.
- Tess, interpretata da Anna Torv, doppiata da Beatrice Caggiula.
Sopravvissuta incallita e partner contrabbandiere di Joel.
- Dott.ssa Ratna Pertiwi, interpretata da Christine Hakim.
Professoressa di micologia che consiglia il governo indonesiano di bombardare Giacarta per rallentare il diffondersi dell'infezione, per la quale non sembrano esserci speranze.
- Bill, interpretato da Nick Offerman, doppiato da Fabio Boccanera.
Survivalista che vive con Frank.
- Frank, interpretato da Murray Bartlett, doppiato da Sergio Lucchetti.
Sopravvissuto che vive in una cittadina isolata con Bill.
- Henry Buller, interpretato da Lamar Johnson, doppiato da Davide Albano.
Si sta nascondendo da un movimento rivoluzionario a Kansas City con suo fratello minore Sam.
- Kathleen Coghlan, interpretata da Melanie Lynskey, doppiata da Daniela Abbruzzese.[N 1]
Capo della resistenza a Kansas City.
- Sam, interpretato da Keivonn Montreal Woodard.
Bambino sordo che viene cacciato da violenti rivoluzionari insieme a suo fratello Henry.
- Perry, interpretato da Jeffrey Pierce, doppiato da Alberto Bognanni.
Braccio destro di Kathleen.
- Eldelstein, interpretato da John Getz, doppiato da Massimo Rinaldi.
Medico di Kansas City che difende Henry e Sam da Kathleen e dai ribelli.
- Marlon, interpretato da Graham Greene, doppiato da Stefano Santerini.
Cacciatore nativo americano che vive con sua moglie Florence nella riserva naturale del Wyoming.
- Florence, interpretata da Elaine Miles, doppiata da Alessandra Cerruti.
Vive con suo marito Marlon.
- Riley Abel, interpretata da Storm Reid, doppiata da Sara Labidi.
Ragazza orfana che è cresciuta nella Boston post apocalittica.
- David, interpretato da Scott Shepherd, doppiato da Enrico Chirico.
Predicatore e capo di una comunità di cannibali.
- James, interpretato da Troy Baker, doppiato da Maurizio Merluzzo.
Membro di un gruppo di cannibali, braccio destro di David.
- Anna Williams, interpretata da Ashley Johnson, doppiata da Ludovica Bebi.
Defunta madre di Ellie che, incinta di lei, è costretta a partorire in circostanze terribili.

#### Stagione 2
- Nora Harris, interpretata da Tati Gabrielle, doppiata da Giulia Franceschetti.
Medico militare, amica di Abby e membro del WLF.
- Benjamin "Benji" Miller, interpretato da Ezra Agbonkhese.
Giovane figlio di Tommy e Maria.
- Kat, interpretata da Noah Lamanna, doppiata da Chiara Sansone.
Amica ed ex fidanzata di Ellie.
- Gail Lynden, interpretata da Catherine O'Hara, doppiata da Emanuela Rossi.
Psicoterapista di Joel.
- Hanrahan, interpretata da Alanna Ubach, doppiata da Alessandra Cassioli.
Leader di un gruppo di ribelli nella zona di quarantena di Seattle nel 2018.
- Janowicz, interpretato da Josh Peck, doppiato da Gabriele Vender.
Soldato della FEDRA.
- Burton, interpretato da Ben Ahlers, doppiato da Alessio Puccio.
Ex soldato della FEDRA e membro del WLF.
- Elise Park, interpretata da Hettienne Park, doppiata da Roberta Pellini.
Sergente del WLF che ha perso il proprio figlio a causa delle spore.
- Javier Miller, interpretato da Tony Dalton, doppiato da Stefano Thermes.
Padre di Joel e Tommy.
- Eugene Lynden, interpretato da Joe Pantoliano, doppiato da Angelo Maggi.
Marito di Gail.

## Produzione

### Sviluppo
Dopo l'uscita del videogioco di Naughty Dog The Last of Us nel 2013, vennero annunciati due adattamenti cinematografici: un lungometraggio scritto da Neil Druckmann e prodotto da Sam Raimi, e un cortometraggio animato prodotto da Sony; ma entrambi i progetti non vennero mai realizzati.
Nel marzo 2020, HBO ha annunciato una serie televisiva tratta dal gioco prodotta da Sony Pictures Television, PlayStation Productions e Naughty Dog. The Last of Us ha ricevuto l'ordine di produzione nel novembre 2020.
The Last of Us è la più grande produzione televisiva nella storia canadese, prevedendo di generare oltre 200 milioni di dollari di entrate per Alberta. Diverse fonti indicano che il budget è tra i 10 e i 15 milioni di dollari per episodio; La film commission di Calgary ha ritenuto che il team creativo abbia scelto Alberta in parte per la decisione del governo nel 2021 di rimuovere le detrazioni fiscali fissate a 10 milioni per progetto. L'unione degli artisti canadesi IATSE 212 ha affermato che la produzione ha portato ad un incremento del 30% nelle iscrizioni al sindacato e all'impiego. Nel luglio 2021, Mazin ha affermato che la prima stagione consisteva in dieci episodi; mentre nel novembre 2022, sono stati confermati nove episodi. Mazin ha suggerito che una seconda stagione è probabile se la prima è ben accolta. La prima stagione segue gli eventi del primo gioco e della sua espansione The Last of Us: Left Behind; Druckmann e Mazin hanno suggerito che una seconda stagione tratterebbe il sequel, The Last of Us Parte II, per evitare filler, sebbene Mazin ritenga che Part II richieda più di una stagione. In quanto non vuole che la serie superi la narrazione dei videogiochi.
Il 27 gennaio 2023 HBO rinnova la serie per una seconda stagione. Nel gennaio 2024 Kate Herron, Nina Lopez-Corrado, Mark Mylod e Stephen Williams sono stati annunciati come registi per la seconda stagione insieme a Druckmann, Hoar e Mazin. Nel giugno seguente, Mazin e Druckmann hanno rivelato che la stagione sarebbe composta da sette episodi. Halley Gross, che ha co-scritto Parte II con Druckmann, si è unita alla seconda stagione come sceneggiatrice e co-produttrice esecutiva.
Il 9 aprile 2025 HBO ha rinnovato la serie per una terza stagione.
Nel luglio 2025, Druckmann ha annunciato che non sarebbe più stato coinvolto nella serie come sceneggiatore, in modo da potersi concentrare sui futuri videogiochi di Naughty Dog. Inoltre, anche Halley Gross ha comunicato l'abbandono della serie.

### Casting
L'8 marzo 2020, Druckmann ha confermato che molti dei personaggi del videogioco sarebbero apparsi nella serie, tra cui Ellie, Riley, Tess, Marlene e Maria. Il 10 febbraio 2021, Pedro Pascal e Bella Ramsey sono stati scelti per interpretare rispettivamente Joel e Ellie; mentre Gabriel Luna è entrato a far parte del cast nell'aprile successivo.
Il 9 gennaio 2024 Kaitlyn Dever è stata scritturata per interpretare Abby seguita da Young Mazino come Jesse e Isabela Merced come Dina, Catherine O'Hara a febbraio, Danny Ramirez, Tati Gabrielle, Ariela Barer e Spencer Lord a marzo. Il 24 maggio seguente è stato svelato che Jeffrey Wright avrebbe ripreso il ruolo di Isaac dal videogioco. Nel marzo 2025 sono stati rivelati altri membri del cast ricorrente: Joe Pantoliano, Alanna Ubach, Ben Ahlers, Hettienne Park, Robert John Burke e Noah Lamanna.
Secondo quanto riferito da Variety, Pedro Pascal ha guadagnato 600000 $ a episodio, rendendolo uno degli attori televisivi più pagati.

### Riprese
Le riprese principali della serie sono iniziate a Calgary, in Canada, il 12 luglio 2021, e si sono concluse il 10 giugno 2022. Alcune riprese sono state effettuate a Edmonton, Jackson (Wyoming), Canmore e a Kansas City.
Il supervisore delle location Jason Nolan ha iniziato il lavoro di preparazione per la serie nel gennaio 2021, guidando un team di 115 persone, incaricato di trovare e trasformare più di 180 location. Nel luglio 2022 le riprese si sono spostate a High River e Fort Macleod. La zona di quarantena di Boston è stata costruita nei pressi dello Stampede Park.
Le riprese si sono svolte a Okotoks e nel parco nazionale dei laghi Waterton a febbraio, e il mese successivo all'aeroporto di Calgary, che a causa delle riprese è stato chiuso tre giorni. La produzione è continuata a Calgary in aprile e maggio, anche intorno al Calgary Courts Centre, Kensington e al Victoria Park, e si è trasferita a Olds tra la fine di maggio e l'inizio di giugno. Il 4 ottobre 2022 sono state effettuate delle riprese aggiuntive a Kansas City.
La seconda stagione è stata girata nella Columbia Britannica, Vancouver inclusa, e sono iniziate il 12 febbraio 2024 a Kamloops, Mission, Fort Langley e Langley. La produzione è tornata a Calgary a marzo, compresa Exshaw e lungo la Highway 1A, e si è trasferita a Britannia Beach in aprile, giugno e luglio Downtown Eastside e Nanaimo in maggio, Chinatown, Downtown Vancouver e New Westminster in luglio, e Gastown in agosto. Le riprese sono terminate il 19 agosto 2024.

## Colonna sonora

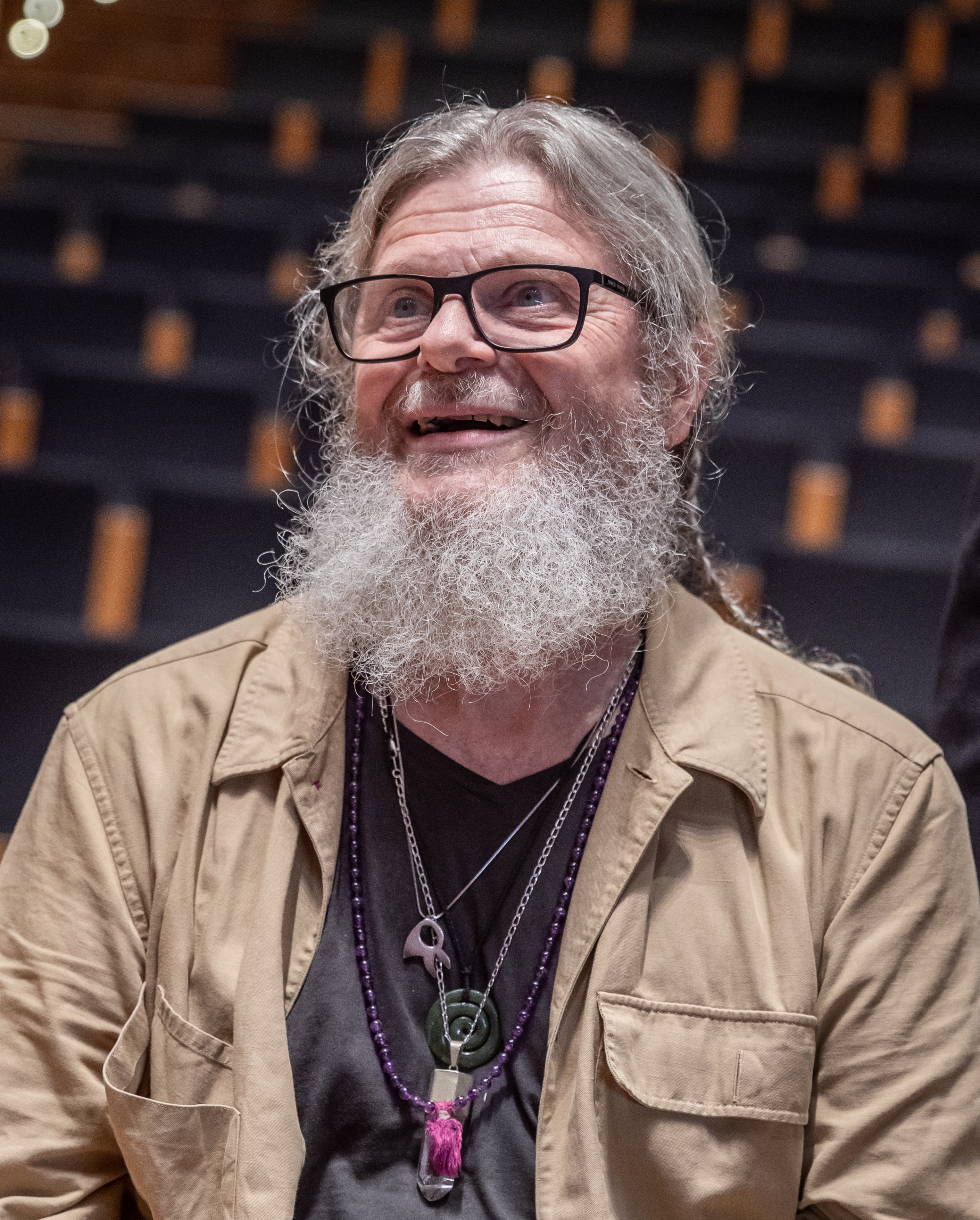
Gustavo Santaolalla

La colonna sonora della serie è stata composta da Gustavo Santaolalla e David Fleming, Santaolalla, che ha lavorato ai due videogiochi, ha anche scritto la sigla di apertura; ha dichiarato di essersi ispirato ai suoi precedenti lavori cinematografici e televisivi, avendo composto le sigle e alcune tracce di Jane the Virgin e Making a Murderer. Ha principalmente rielaborato il suo precedente lavoro invece di creare nuovi brani, concentrandosi sugli elementi che ha trovato più interessanti. Il lavoro di Fleming è stato ispirato dai suoni del mondo reale all'interno di una civiltà in decadimento. L'album della colonna sonora, composta da 66 tracce, è stato pubblicato in digitale il 27 febbraio 2023.

## Promozione
Le prime immagini sono state diffuse in un trailer di HBO Max durante il primo episodio di House of the Dragon il 21 agosto 2022. Il primo teaser trailer è stato svelato il 26 settembre seguente in occasione del The Last of Us Day, giornata annuale dedicata all'omonimo videogioco. Il trailer ufficiale è invece stato distribuito il 3 dicembre 2022, in occasione del CCXP.
Nel gennaio 2023 Pascal e Ramsey sono apparsi sulla copertine del The Hollywood Reporter e di Wired.
Il 27 gennaio 2023 il primo episodio è stato reso disponibile gratuitamente su HBO Max negli Stati Uniti e sul canale YouTube di Sky in Italia.
Il primo trailer della seconda stagione è stato pubblicato il 26 settembre 2024. Un secondo teaser è stato distribuito il 6 gennaio 2025, in occasione della presentazione al CES di Sony. Il 19 febbraio 2025 sono stati resi disponibili i poster dei personaggi di Ellie, Joel e Abby. L'8 marzo seguente, durante il South by Southwest, HBO ha svelato il trailer finale.

## Distribuzione
La serie ha debuttato su HBO il 15 gennaio 2023. In Italia è trasmessa su Sky Atlantic e in streaming su Now dal giorno seguente in simulcast con HBO e dal 23 gennaio seguente con doppiaggio in italiano. Nel resto del mondo la serie è stata trasmessa da Binge in Australia, Crave in Canada, Disney+ in India, Neon in Nuova Zelanda, e da Sky e Now in Germania, Austria, Svizzera, Regno Unito e Irlanda.
Il primo episodio è stato mostrato in anteprima mondiale a Westwood, in California, il 9 gennaio 2023, seguita da una proiezione al cinema a Budapest l'11 gennaio e a New York il giorno seguente.
Nel febbraio 2025 HBO ha annunciato che la seconda stagione sarebbe stata trasmessa dal 13 aprile. In Italia è andata in onda dal giorno seguente.
The Last of Us è la prima serie originale di HBO ad avere una versione in lingua dei segni americana, interpretata da Daniel Durant e diretta da Leila Hanaumi; la prima stagione è stata resa disponibile su Max il 31 marzo 2025, mentre la seconda dal 13 aprile seguente.

### Edizione italiana
La direzione del doppiaggio è a cura di Stefano Santerini, su dialoghi di Laura Cosenza, per conto di CD Cine Dubbing.

## Accoglienza

### Critica

#### Stagione 1
La prima stagione è stata acclamata dalla critica. Rotten Tomatoes riporta il 96% delle recensioni professionali positive, con un voto medio di 8,75 su 10 e basato su 481 critiche. Il consenso critico del sito web indica: «Mantenendo gli aspetti più avvincenti del suo amato materiale di partenza mentre scava più a fondo nella storia, The Last of Us è la serie che merita di essere vista e si colloca tra i più grandi adattamenti di videogiochi di tutti i tempi.» Metacritic, invece, ha assegnato un punteggio di 84 su 100 basato su 43 recensioni, indicando "plauso universale".
L'interpretazione del cast ha ricevuto il plauso. I critici hanno apprezzato la chimica tra Pascal e Ramsey; Vicky Jessop di Evening Standard ha affermato che essi "rubano ogni scena in cui sono presenti" e Alan Sepinwall di Rolling Stone li ha chiamati "guardabili tutti d'un fiato e quasi istantaneamente toccanti". John Nugent di Empire e Valerie Ettenhofer di /Film hanno considerato l’interpretazione di Pascal come la migliore della sua carriera, citando la sua abilità di ritrarre sfumature e rara vulnerabilità, e Axel Metz di TechRadar ha descritto lui come la "perfetta manifestazione del mondo reale" di Joel. Diversi critici hanno trovato l’interpretazione di Ramsey l'eccezionale equilibrio tra commedia e emozione; Judy Berman del Time l'ha chiamata "la migliore risorsa della serie", Simon Cardy di IGN l'ha applaudita per "aver lasciato il segno" su di un personaggio già iconico. Le interpretazioni di Offerman e Bartlett sono state apprezzate—descritte da William Goodman di Complex come "migliori della loro carriera" e Dais Johnston di Inverse come degna di un Emmy, apprezzando anche il lavoro di Torv. Sean Keane di CNET ha trovato Lynskey dare a Kathleen "una minaccia silenziosa" e l'interpretazione di Shepherd "carismatica".
Luca Ceccotti di Movieplayer assegna al primo episodio 4,5 stelle su 5, elogiando in particolar modo la regia, la colonna sonora e l'interpretazione dei due protagonisti.

#### Stagione 2
La seconda stagione è stata acclamata dalla critica. Rotten Tomatoes riporta il 93% delle recensioni professionali positive con un voto medio di 8,50 su 10 basato su 243 critiche. Il consenso critico del sito web indica: «Cercando di afferrare scomode domande morali a mani nude, la seconda stagione di The Last of Us è un'espansione impegnativa che mantiene le eccellenti interpretazioni e la verosimiglianza del suo predecessore.» Metacritic ha assegnato un punteggio di 81 su 100 basato su 42 recensioni, indicando "plauso universale".
I critici hanno ritenuto che la stagione abbia avvalorato The Last of Us come il miglior adattamento del videogioco. Jeremy Mathai di /Film ha affermato che «stabilisce uno nuovo livello per ogni adattamento di videogiochi a cui seguirne le orme». John Nugent di Empire ha dichiarato «un'altra notevole serie di episodi» e «televisione post-apocalittica al suo massimo», e Ross Bonaime di Collider l'ha definita «una delle migliori stagioni di serie televisive del 2025».
Le interpretazioni del cast hanno ricevuto ampi consensi, come la chimica tra Pascal e Ramsey che ha continuato a ricevere apprezzamenti. I critici hanno elogato Pascal per aver portato intensità, carisma e audacia a Joel e Ramsey per aver sviluppato il personaggio di Ellie in una giovane adulta traumatizzata, mantenendo l'immaturità emotiva e la sua spensieratezza. Molti recensori hanno considerato l'interpretazione di Isabela Merced la parte migliore della stagione per la sua compassione e il suo umore, così come la sua chimica con Ramsey, l'interpretazione di Dever è stata apprezzata per la sua rappresentazione del dolore, della rabbia e dell'odio; alcuni però hanno percepito che la sua performance abbia oscurato altri attori. Diversi critici hanno elogiato le doti di recitazione drammatica di O'Hara. Le lodi sono state rivolte anche alle interpretazioni di Luna, Mazino, Wesley e Wright, sebbene alcuni recensori li hanno considerati poco presenti e i loro personaggi scarsamente sviluppati.

### Primati
Il primo episodio è stato seguito da 4,7 milioni di telespettatori negli Stati Uniti nella prima notte di disponibilità, inclusi entrambi gli spettatori di HBO e gli streaming su HBO Max, rendendolo il secondo più grande debutto dal 2010 dietro a House of the Dragon. In America Latina la première della serie è stata la più vista di sempre su HBO Max. Il secondo episodio ha avuto 5,7 milioni di telespettatori cumulativi nella sua prima notte, un incremento del 22% dalla settimana precedente, il più grande incremento nella seconda settimana per una serie drammatica di HBO nella storia dell'emittente.

## Riconoscimenti
- 2023 – MTV Movie & TV Awards[131]
  - Miglior serie televisiva
  - Miglior eroe a Pedro Pascal
  - Candidatura per il miglior bacio a Anna Torv e Philip Prajoux
  - Candidatura per la miglior performance rivelazione a Bella Ramsey
  - Miglior coppia a Pedro Pascal e Bella Ramsey
- 2023 – Premio Emmy[132][133]
  - Candidatura per la miglior serie drammatica
  - Candidatura per il miglior attore protagonista in una serie drammatica a Pedro Pascal
  - Candidatura per la miglior attrice protagonista in una serie drammatica a Bella Ramsey
  - Candidatura per il miglior attore ospite in una serie drammatica a Murray Bartlett
  - Candidatura per il miglior attore ospite in una serie drammatica a Keivonn Montreal Woodard
  - Candidatura per il miglior attore ospite in una serie drammatica a Lamar Johnson
  - Candidatura per la miglior attrice ospite in una serie drammatica ad Anna Torv
  - Candidatura per la miglior attrice ospite in una serie drammatica a Melanie Lynskey
  - Miglior attore ospite in una serie drammatica a Nick Offerman
  - Miglior attrice ospite in una serie drammatica a Storm Reid
  - Miglior trucco prostetico a Barrie Gower, Sarah Gower, Paul Spateri, Nelly Guimaras Sanjuan, Johnny Murphy, Joel Hall, Lucy Pittard per l'episodio Gli infetti
  - Migliori effetti speciali in una serie o film a Alex Wang, Sean Nowlan, Joel Whist, Stephen James, Nick Marshall, Simon Jung, Dennis Yoo, Espen Nordahl, Jonathan Mitchell
  - Miglior sigla
  - Miglior missaggio per una serie drammatica o commedia a Marc Fishman, Kevin Roache, Michael Playfair per l'episodio Quando sei perso nell'oscurità
  - Miglior montaggio sonoro a Michael J. Benavente, Joe Schiff, Christopher Battaglia, Chris Terhune, Mitchell Lestner, Jacob Flack, Matt Yocum, Maarten Hofmeijer, Randy Wilson, Justin Hele, David Aquino, Stefan Fraticelli, Jason Charbonneau, William Kellerman per l'episodio Quando sei perso nell'oscurità
  - Miglior montaggio dell'immagine per una serie drammatica per l'episodio Resistere e sopravvivere
  - Candidatura per la miglior regia in una serie drammatica a Peter Hoar per l'episodio Molto, molto tempo
  - Candidatura per la miglior sceneggiatura in una serie drammatica a Craig Mazin per l'episodio Molto, molto tempo
  - Candidatura per la miglior colonna sonora per una serie televisiva a Gustavo Santaolalla per l'episodio Molto, molto tempo
  - Candidatura per il miglior casting in una serie drammatica a Victoria Thomas, Corrine Clark e Jennifer Page
  - Candidatura per la miglior scenografia per una serie di narrativa contemporanea a John Paino, Don Macaulay e Paul Healy
  - Candidatura per i migliori costumi in una serie contemporanei a Cynthia Ann Summers, Kelsey Chobotar, Rebecca Toon e Michelle Carr
  - Candidatura per la miglior acconciatura in una serie contemporanea a Chris Glimsdale, Penny Thompson e Courtney Ullrich
- 2024 – Golden Globe[134]
  - Candidatura alla miglior serie televisiva drammatica
  - Candidatura al miglior attore in una serie drammatica a Pedro Pascal
  - Candidatura alla miglior attrice protagonista in una serie drammatica a Bella Ramsey
- 2024 – Satellite Award[135]
  - Candidatura come miglior serie drammatica
  - Candidatura come miglior attore in una serie drammatica a Pedro Pascal
  - Candidatura come miglior attrice in una serie drammatica a Bella Ramsey
  - Candidatura come miglior attore non protagonista in una serie, miniserie o film per la televisione a Murray Bartlett
  - Candidatura come miglior attore non protagonista in una serie, miniserie o film per la televisione a Lamar Johnson
- 2024 – Saturn Award[136][137]
  - Miglior serie televisiva horror
  - Candidatura come miglior serie televisiva - nuovo genere
  - Candidatura come miglior attore in una serie televisiva a Pedro Pascal
  - Candidatura come miglior giovane attore in una serie televisiva a Bella Ramsey
  - Candidatura come miglior guest star in una serie televisiva a Nick Offerman
- 2024 – BAFTA Television Awards[138]
  - Candidatura alla miglior attrice a Bella Ramsey
  - Candidatura alla miglior attrice non protagonista a Nico Parker
  - Candidatura alla miglior serie televisiva internazionale
  - Candidatura al miglior momento memorabile a "Bill e Frank"
- 2024 – BAFTA Television Craft Awards[138]
  - Candidatura al miglior regista a Peter Hoar
  - Candidatura al miglior fotografia e illuminazione a Eben Bolter
- 2025 – Astra TV Awards[139][140]
  - Miglior attrice non protagonista in una serie drammatica a Isabela Merced
  - Miglior attore guest star in una serie drammatica a Jeffrey Wright
  - Candidatura alla miglior serie drammatica
  - Candidatura al miglior attore in una serie drammatica a Pedro Pascal
  - Candidatura alla miglior attrice in una serie drammatica a Bella Ramsey
  - Candidatura al miglior attore guest star in una serie drammatica a Joe Pantoliano e Danny Ramirez
  - Candidatura alla miglior attrice guest star in una serie drammatica a Kaitlyn Dever, Catherine O'Hara e Alanna Ubach
  - Candidatura al miglior cast in una serie drammatica di una rete via cavo
  - Candidatura alla miglior regia in una serie drammatica a Mark Mylod per l'episodio Through the Valley
  - Candidatura alla miglior sceneggiatura in una serie drammatica a Craig Mazin per l'episodio Through the Valley
- 2025 – Premio Emmy[141]
  - Candidatura alla miglior serie drammatica
  - Candidatura al miglior attore in serie drammatica a Pedro Pascal
  - Candidatura alla miglior attrice in una serie drammatica a Bella Ramsey
  - Candidatura al miglior attore guest star in una serie drammatica a Joe Pantoliano per l'episodio Il prezzo
  - Candidatura al miglior attore guest star in una serie drammatica a Jeffrey Wright per l'episodio Giorno uno
  - Candidatura alla miglior attrice guest star in una serie drammatica a Kaitlyn Dever per l'episodio Through the Valley
  - Candidatura alla miglior attrice guest star in una serie drammatica a Catherine O'Hara per l'episodio Future Days
  - Candidatura alla miglior scenografia in una serie contemporanea (un'ora o più) per l'episodio Giorno uno
  - Candidatura ai migliori effetti speciali in una stagione o film TV
  - Candidatura al miglior montaggio dell'immagine per una serie drammatica per l'episodio Through the Valley
  - Candidatura al miglior sonoro per una serie commedia o drammatica (un'ora) per l'episodio Through the Valley
  - Candidatura al montaggio sonoro per una serie commedia o drammatica (un'ora) per l'episodio Through the Valley
  - Candidatura alla miglior supervisione musicale per l'episodio Il prezzo
  - Candidatura al miglior trucco prostetico per l'episodio Accogli il suo amore
  - Candidatura al miglior trucco contemporaneo non prostetico per l'episodio Giorno uno

## Casi mediatici
A causa della presenza di personaggi omosessuali all'interno di alcuni episodi (come il terzo e il settimo della prima stagione), la serie è stata al centro di un review bombing da parte di vari utenti della rete che hanno cercato di abbassarne la valutazione.